# Янош Бояй
Янош Бояй (на унгарски: János Bolyai) е унгарски математик, един от създателите на неевклидовата геометрия (наричана днес геометрия на Лобачевски).

## Биография
Янош Бояй е роден в Коложвар (на немски Клаузенбург, днес Клуж-Напока, Румъния) – главния културен център на Трансилвания, в семейството на професора по математика Фаркаш Бояй.
На 13 години вече владее диференциалното и интегралното смятане и няколко езика, свири отлично на цигулка и композира.
Получава математическо образование във Военно-инженерната академия във Виена. През 1823 г. е произведен в офицер и изпратен в крепостта Темешвар (днес Тимишоара). В самота и като разполага с много свободно време, Бояй се увлича се по геометрията и по-специално в проблемите за успоредните прави, които в продължение на години занимават и неговия баща без успех.
През 1825 г. осъзнава недоказуемостта на Петия постулат на Евклид въз основа на останалите четири, което го навежда на мисълта за възможността да се построи нова геометрия, независеща от този постулат. В писмо до баща си Янош пише „Още не съм постигнал целта си, но получих забележителни резултати – от нищо създадох нов свят.“ Въпреки пламенните молби на бащата да се откаже, Янош тръгва по неговия път.
През 1830 г. бащата съставя сборник от свои лекции по математика с намерението да ги публикува. Около една година той не успява да събере необходимите средства, докато Янош не го убеждава да приеме от него пари за отпечатването, като в приложение добавя към лекциите и своя собствен ръкопис. И до днес това издание е известно под името „Апендикс“, въпреки че самият сборник статии е издаден под името „Тентамен“.
Когато Фаркаш Бояй моли своя приятел Гаус за мнение по труда на Янош, Гаус високо го оценява, но оспорва първенството на научните му резултати. Самият Гаус бил достигнал до тези резултати още в началото на века, но така и не се осмелил да ги публикува, „защото повечето хора няма да разберат за какво става дума“, Отговорът на Гаус предизвиква силно разочарование и гняв у Бояй. Известно време той дори вярва, че великият математик си приписва заслугите му, и това личи от неговата кореспонденция и архиви.
Бояй обаче не знае, че почти същите резултати в областта на неевклидовата геометрия постига и един друг голям математик – Николай Лобачевски, с когото са работили успоредно във времето. Лобачевски обаче още през 1826 г. докладва резултатите си пред математическата общност в университета в Казан, а през 1829 г. ги публикува. Бояй научава това едва през 1848 г., когато прочита излязлата на немски език през 1840 г. книга на Лобачевски „Геометрични изследвания върху теорията на успоредните прави“. Това е втори тежък удар за Бояй, който до този момент продължава да вярва в приоритета си в областта. Цитирането на първата публикация от 1829 г. напълно му отнема възможността за приоритет. Той започва да учи руски език, за да се запознае в оригинал с трудовете на Лобачевски, изчита ги прецизно, посочвайки някои дребни неточности, но като цяло справедливо оценява работата му и нарича изводите му гениални.
Разочарованията, трудният самотен живот и напредналата възраст на Бояй оставят отпечатъка си и вдъхновението го напуска. До края на живота си Бояй продължава да се занимава с математика, но не постига съществени резултати, като една от причините е и че в изолацията си не успява да следи новостите в бурно развиващите се области на алгебрата и анализа. Ръкописите му в обем от над 20 000 ръкописни страници са изучени и оценени едва след смъртта му през 1860 г.